# Żejmiana
Żejmiana (lit. Žeimena) – rzeka na Litwie, na Auksztocie, w dorzeczu Niemna, prawy dopływ Wilii. Nad rzeką znajdują się miejscowości Kołtyniany, Nowe Święciany i Podbrodzie.  Pod Święcianami nad Żejmianą dzieciństwo spędził Andrzej Strumiłło. Rzeka przepływa przez Auksztocki Park Narodowy oraz jezioro Żejmiana (Jezioro Zejmiańskie) o długości 12 km i szerokości ponad 1 km.